# 2021年欧洲冠军联赛决赛
2021年欧洲冠军联赛决赛是2020–21年欧洲冠军联赛的决赛，是由欧洲足联举办并决出欧洲最佳足球俱乐部的锦标的第 66 次决赛，也是自从欧洲冠军俱乐部杯被改名为欧洲冠军联赛的第 29 次决赛。这场比赛於2021年5月29日在葡萄牙波尔图的火龙球场举行，对阵双方为英格兰的曼城以及車路士，是为欧冠改制以来第三次于决赛中出现「英超内战」，也是时隔两年后再次出现这一情况。最终車路士 1–0 小胜曼城，时隔九年再夺大耳杯，并与欧联杯冠军、来自西班牙的維拉利爾会师歐洲超級盃。

## 球隊
| 球隊   | 晉級決賽次數（粗體為最終冠軍） |
| ------ | ------------------------------ |
| 曼城   | 0                              |
| 車路士 | 2 (2008, 2012)                 |

## 比赛场地

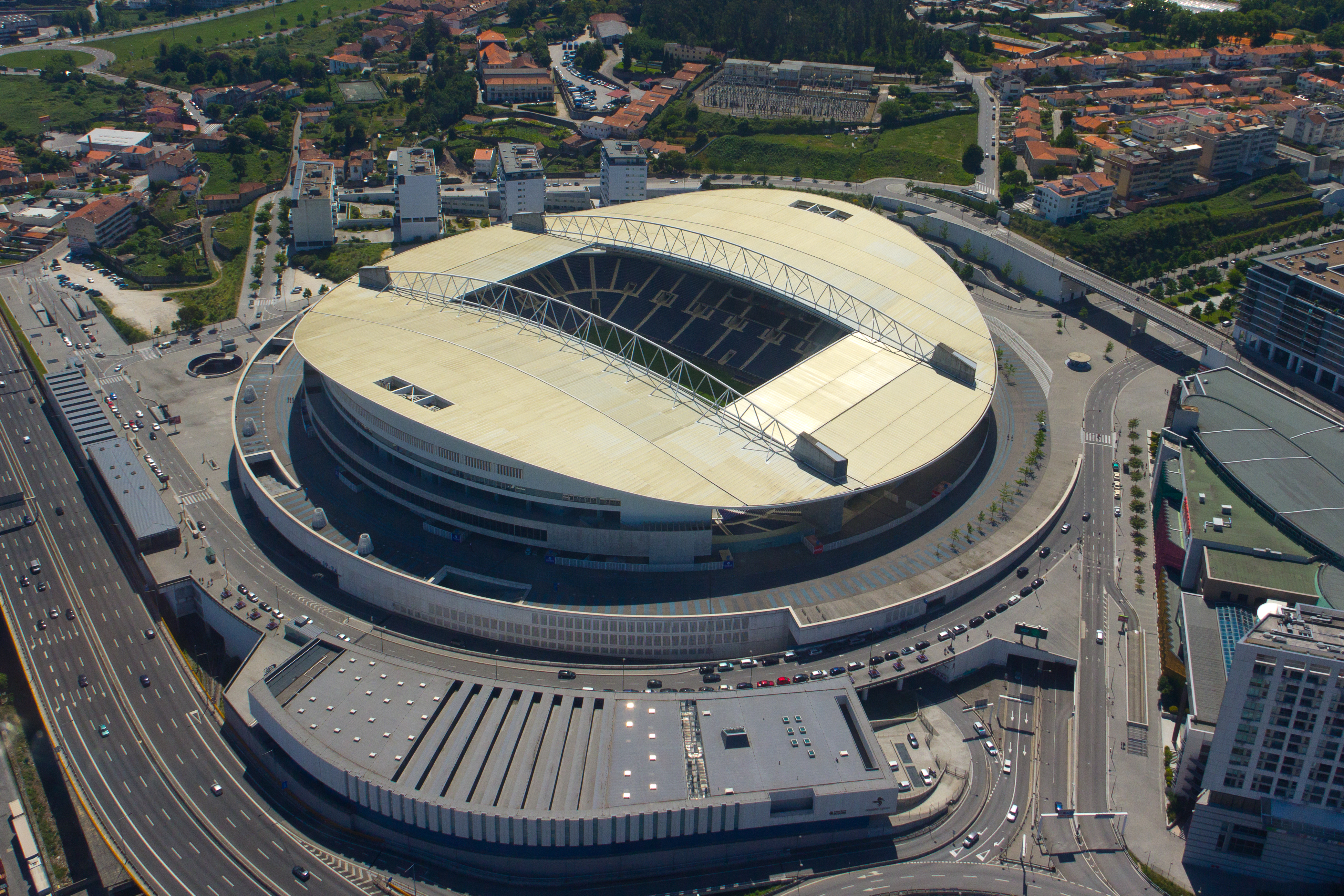
葡萄牙波尔图火龙球场。

本届赛事由葡萄牙波尔图的火龙球场承办。原本本届赛事计划安排在俄罗斯圣彼得堡的圣彼得堡体育场举行。但由于2020年的冠状病毒大流行，导致2020年欧冠决赛延期并改在葡萄牙里斯本的卢斯球场举行；作为补偿，原本计划承办2020年欧冠决赛的阿塔图尔克奥林匹克体育场改为承办2021年欧冠决赛，圣彼得堡体育场则改为举办2022年决赛。然而由于土耳其疫情出现反弹，英国政府将土耳其列入“红色名单”，并一度提议欧冠决赛改在英国举行。欧足联于5月13日做出决定，将决赛举办地改在葡萄牙波尔图的火龙球场。

## 背景
本次为曼城首次进入欧冠决赛，曼城也成为历史上第九支晋级欧冠决赛的英格兰球队（前八队分别是曼联、利兹联、利物浦、诺丁汉森林、阿斯顿维拉、阿森纳、切尔西和热刺）。
自2010年代以来，依靠中东财团的投资，曼城的战绩突飞猛进，多次斩获国内联赛及杯赛冠军。然而曼城在欧洲赛场却长期颗粒无收：他们上一次（也是唯一一次）获得欧洲赛事锦标已经是1970年的欧洲优胜者杯；2021年之前，他们的欧冠最好成绩是在2015–16赛季跻身四强，但最终以总比分0-1不敌皇家马德里，未能晋级决赛。另外，这也是曼城主教练时隔10年再次带队进入欧冠决赛（上一次是率领巴塞罗那杀入2011年欧冠决赛并夺冠）。
另一支球队切尔西曾两次进入欧冠决赛，并于2012年夺冠。值得一提的是，切尔西主帅曾于上一届欧冠率领巴黎圣日耳曼晋级决赛并获得亚军，他也成为历史上首位连续两年带领不同球队杀入欧冠决赛的主教练。
截至本次决赛开始前，曼城和切尔西历史交锋93次，切尔西43胜19平31负占据优势。本赛季两队曾交锋3次，分别是当地时间2021年1月3日的联赛、4月17日的足总杯以及5月8日的联赛，切尔西二胜一负。

## 晉級之路
註：以下所有列出的成績，都是先列出決賽雙方的比數（H：主場；A：作客）。
| 排名 | 隊伍         | 賽 | 分 |
| ---- | ------------ | -- | -- |
| 1    | 曼城         | 6  | 16 |
| 2    | 波圖         | 6  | 13 |
| 3    | 奧林比亞高斯 | 6  | 3  |
| 4    | 馬賽         | 6  | 3  |

| 排名 | 隊伍     | 賽 | 分 |
| ---- | -------- | -- | -- |
| 1    | 車路士   | 6  | 14 |
| 2    | 西維爾   | 6  | 13 |
| 3    | 卡斯洛達 | 6  | 5  |
| 4    | 雷恩     | 6  | 1  |

備註
1. 1 2  Both legs of Manchester City's round of 16 tie against Borussia Mönchengladbach were played in Budapest, Hungary due to travel restrictions related to the COVID-19 pandemic between Germany and the United Kingdom.[9][10]
2. ↑  The first leg away of Chelsea's round of 16 tie against Atlético Madrid was played in Bucharest, Romania due to travel restrictions related to the COVID-19 pandemic from the United Kingdom to Spain.[9]
3. 1 2  Both legs of Chelsea's quarter-final tie against Porto were played in Seville, Spain due to travel restrictions related to the COVID-19 pandemic between Portugal and the United Kingdom.[11]

## 比赛
決賽在2021年5月29日於波尔图的火龍球場舉行。抽籤儀式在2021年3月19日歐洲中部時間12:00，於半準決賽和準決賽抽籤後緊接進行，以決定行政上「主隊」一方。
| 2021年5月29日 20:00 CET |

| 曼城 | 0–1  | 車路士       |
| ---- | ---- | ------------ |
|      | 報告 | - 哈弗茨 42' |

| 波尔图，火龍球場 觀眾人數：14,110 ：安東尼奧·拉賀斯（西班牙） |

| 曼城 | 車路士 |